# نظام سنت بندیکت
نظام سنت بندیکت (انگلیسی: Order of Saint Benedict) یک نظام رهبانی در مذهب کاتولیک رمی است که به وسیله سنت بندیکت نرسیا بنیان‌گذاری شده‌است. این نظام از مجموعه‌های رهبانی مستقلی تشکیل شده‌است که حول سلسله قوانینی که سنت بندیکت در سال ۵۲۹ وضع نمود فعالیت می‌کنند.

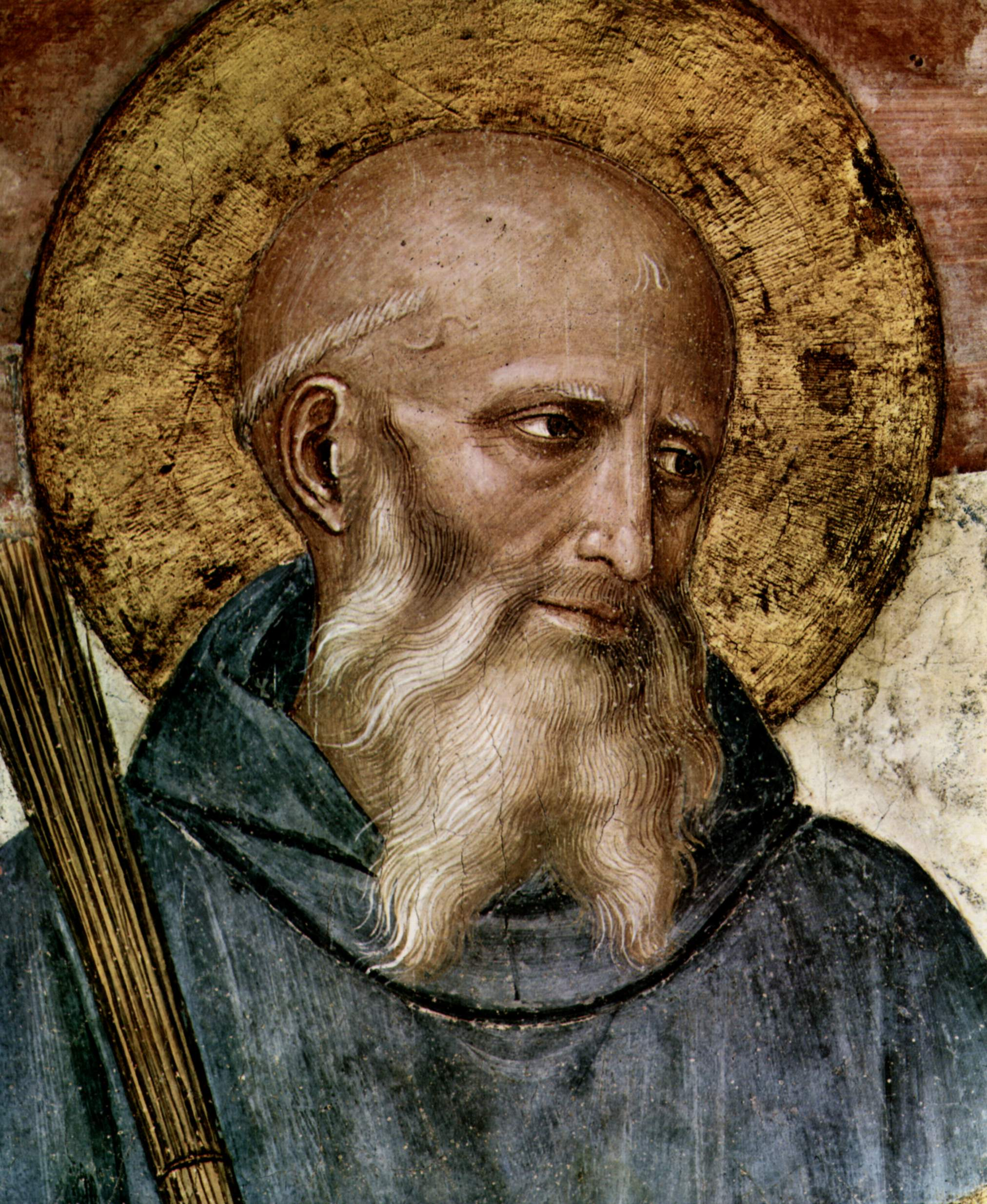
سنت بندیکت نرسیا، اثر فرا آنجلیکو

## تاریخچه
این نظام حول مجموعه قوانینی که به وسیله بندیکت نرسیا (۵۴۷–۴۸۰ میلادی) در صومعه مونته کاسینو وضع شدند پایه‌گذاری شد. پس از سنت بندیکت این قوانین به یاد وی قوانین بندیکتی خوانده می‌شوند. این قوانین بر پایه یک قانون اساسی که نویسنده اش همچنان گمنام مانده‌است وضع شده‌اند. مبانی اساسی این نظام شامل موارد زیر است:
- اطاعت
- سکوت
- فروتنی
- ثبات قدم

بیشتر اوقات روز باید به عبادت‌های فردی یا جمعی یا تذهیب نفس در سکوت و همچنین مراقبه و مطالعات مذهبی سپری شود.
همچنین آدابی نیز برای خوابیدن، خوردن و ارتباط‌ها وجود دارد.
در اوایل قرون وسطی، این نظام در سراسر اروپای غربی گسترش داشت. این نظام نه تنها مسیحیت را تحت تأثیر قرار داد، بلکه فرهنگ اروپایی را نیز دستخوش تغییراتی نمود که به عنوان مثال می‌توان به اثرات آن بر روی کشاورزی، مدارس و کتاب‌ها اشاره کرد. بسیاری از دانشگاهای اروپایی در ابتدای تأسیس مدارسی روحانی بوده‌اند.
تا اواخر قرن سیزدهم میلادی نظام سنت بندیکت، نظام حاکم بود، اما در این زمان کم‌کم‌رو به افول نهاد.